# Heliconius paula
Heliconius paula är en fjärilsart som beskrevs av Heinrich Neustetter 1928. Heliconius paula ingår i släktet Heliconius och familjen praktfjärilar. Inga underarter finns listade i Catalogue of Life.